# Мороз Прохор Семенович
Прохор Семенович Мороз (1861 — ?) — селянський депутат Державної думи Російської імперії II скликання від Подільської губернії.

## Біографія

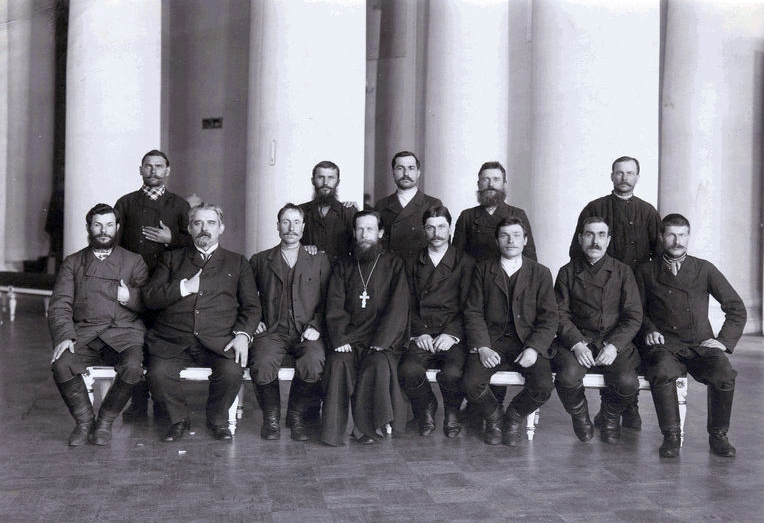
Депутати Державної думи II скликання від Подільської губернії. Стоять: Соловей А.А., Невідомий-1, Невідомий-2, Мороз П.С., Туперко С.Т.; сидять: Семенов А.І., Лісовський В.К., Дидурик А.І., Гриневич А.Ю., Рогожа П.М., Матвіїв С.К., Зубченко П.С., Дубоніс Т.Ф.

Українець, православний, селянин села Білецького Гайсинського повіту.
Здобув домашню початкову освіту, займався землеробством, мав наділ.
У лютому 1907 був обраний II Державну думу від Подільської губернії. Входив до Трудової групи та фракції Селянського союзу, Української громади. Подальша доля невідома.